# Hedwigsburg
Hedwigsburg ist ein Ortsteil der Gemeinde Kissenbrück, die zur Samtgemeinde Elm-Asse im Landkreis Wolfenbüttel in Niedersachsen gehört. Hedwigsburg liegt am rechten Ufer von Oker und Alter Ilse und ist mit der gegenüberliegenden Gemeinde Ohrum durch eine Brücke verbunden.

## Geographie

### Lage
Das namensgebende Rittergut Hedwigsburg liegt im Südwesten des Kissenbrücker Ortskerns. Vom Rittergut erstreckt sich der Ortsteil entlang der früheren Ilse sowie der Bahnstrecke Braunschweig–Bad Harzburg bis zur Hedwigsburger Okermühle im Nordwesten. Das langgestreckte Gebiet zwischen Bahnlinie im Osten, Oker im Westen, Mühle im Norden und Kläranlage im Süden ist als „Ortsteil Hedwigsburg“ ausgeschildert und umfasst im Wesentlichen die Straße Okerweg. Zum Rittergut gehören noch weitere Teile der Feldmark, die allesamt an den südwestlichen Ausläufern des Ösels liegen, und Bereiche der Wiesen in der Okeraue. Die besondere Ausdehnung und Lage ist darin begründet, dass der Ort weniger aus einer Siedlung als vielmehr aus den früher zum Rittergut gehörenden Ländereien besteht, die zur Industrieansiedlung und für den Bahnhof Hedwigsburg genutzt wurden.
Im Norden grenzt die Feldmark an Neindorf an. Am westlichen Ufer der Oker liegt neben Ohrum auch Dorstadt. Im Süden liegen Börßum und dessen Ortsteil Bornum ebenfalls auf den Hängen des rechten Okerufers.

### Verkehrsanbindung
Durch Hedwigsburg verläuft die Landesstraße 513, die Ohrum mit Kissenbrück verbindet. Hinzu kommt eine Kreisstraße, die nach Neindorf führt. Für die wirtschaftliche Entwicklung seit dem 19. Jahrhundert ist auch die Bahnstrecke Braunschweig–Bad Harzburg bedeutsam; der hier gelegene Bahnhof Hedwigsburg wurde jedoch Anfang der 1980er-Jahre geschlossen.

## Geschichte

Auf dem Wappen der Gemeinde Kissenbrück befinden sich ein Mühleisen unter der Brücke und das Richtschwert. Es verweist auf die Okermühle und die Gerichtsbarkeit des Schlosses Hedwigsburg.

### Die Stecklenburg und Namenspatronin Hedwig
Die erste urkundliche Erwähnung erfolgte am 3. Mai 1196 unter dem Namen Stecklenburg, als Bischof Gardolfus von Halberstadt zwischen Kissenbrück und Oker „eine Kapelle zur Ehre der Mutter Gottes weiht“. Offensichtlich bestand damals bereits neben dem fränkischen Hof an der Kisse ein weiterer zehntfreier Hof, über dessen Besitzer zwar nichts überliefert ist, wohl aber über dessen Größe und Ausstattung. 1420 gelangte dieser Hof in den Besitz der Herzöge von Braunschweig-Lüneburg und anschließend 1425 in den Besitz des Braunschweiger Stifts St. Blasius, das diesen Hof verpachtete.
Der Braunschweiger Herzog Julius entwickelte Mitte des 16. Jahrhunderts die Okerschifffahrt zwischen dem Harz und Wolfenbüttel, wobei auch das Einzugsgebiet des Ösels erschlossen wurde. Seine Gattin Hedwig von Brandenburg kaufte 1577 die Stecklenburg samt zugehöriger Fährmühle und Ländereien und ließ im Folgejahr ein Lustschloss errichten, das nach ihr benannt wurde. Das Schloss wurde Sommerresidenz verschiedener Braunschweiger Herzöge.
Am 20. Dezember 1769 veräußerte der Braunschweiger Hof das Schloss an die Familie von Münchhausen, seitdem ist es das Rittergut Hedwigsburg. Die Bauten wurden am 14. Januar 1944 bei einem alliierten Luftangriff weitgehend zerstört.

### Wirtschaftsgeschichte

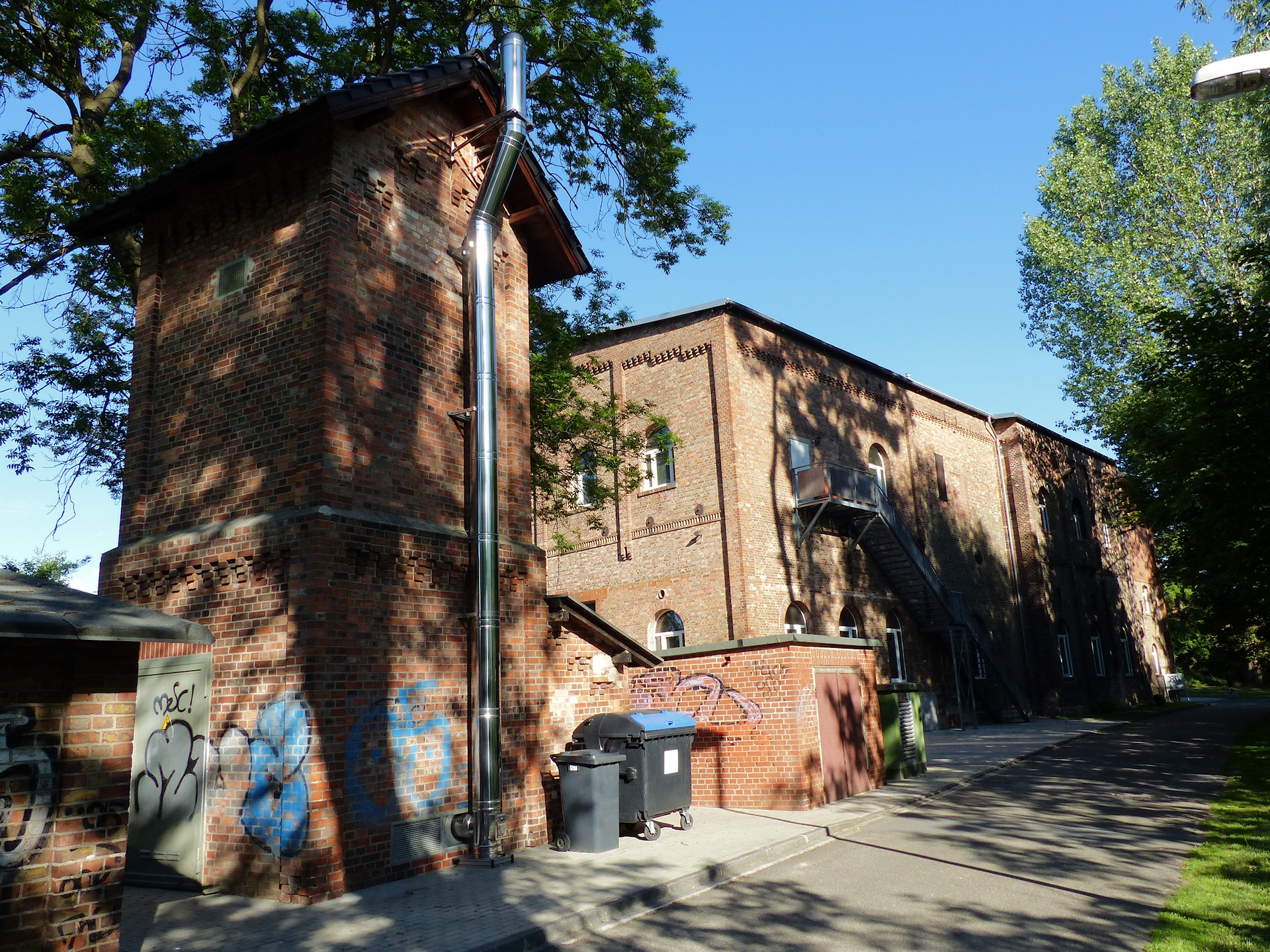
Reste der ehemaligen Zuckerfabrik am Okerweg in Hedwigsburg.

Der älteste seit 1318 überlieferte und bis heute aktive Betrieb ist die Fährmühle am Ostufer der Oker.
Ein weiterer Betrieb war die auf Herzog Julius zurückgehende „Ziegel-, Gips- und Kalk-Brennerey“, die etwa am heutigen Okerweg lag und im Besitz der Herzöge war. Gemäß einer Beschreibung von 1765 wurde der Ton in einem nahe gelegenen Amtsacker abgebaut, der sich bis zur Neindorfer Feldmark hinzog. Die Gebäude bestanden offensichtlich bis 1895, da für dieses Jahr der Ankauf des Geländes durch die Zuckerfabrik überliefert ist.
Diese gründeten Bauern und Grundbesitzer im Jahr 1864 mit einem Startkapital von 125.000 Talern. Sie beschäftigte 60 Menschen und hatte während der Kampagnen bis zu 140 Mitarbeiter. Nach über hundert Jahren wurde die Anlage wegen mangelnder Rentabilität 1965 stillgelegt.
Mit dem Bau der Eisenbahnstrecke ab 1840 entwickelte sich Hedwigsburg zu einem wichtigen Wirtschaftsstandort. Die Expansion der Fährmühle zu einer industriellen Handelsmühle und die Ansiedlung weiterer Fabrikationsstätten führten nach langen Verhandlungen der Eigentümer mit der Eisenbahngesellschaft dazu, dass endlich 1890 ein Güterbahnhof eingerichtet wurde. Die Bahnstation Hedwigsburg bestand für den Personenverkehr bis 1982.
Für kurze Zeit, nämlich von 1898 bis 1921, wurde in der Gemarkung Neindorf Kalisalz abgebaut. Bereits 1893 wurde die „Kalibohrgesellschaft Hedwigsburg“ gegründet und am 12. November 1898 der erste Spatenstich für den Schacht „Sascha“ getan. 1913 wurde in der Nähe der Schacht „Emil“ abgeteuft und das Kaliwerk Hedwigsburg hatte fast 1000 Beschäftigte. Am 31. Oktober 1921 kam es zu einem Laugeneinbruch, nachdem schon Tage zuvor tropfende Decken beobachtet worden waren. Die Arbeiter konnten den Schacht rechtzeitig verlassen. Das Verwaltungsgebäude steht noch heute am Westhang des Ösel an der Kreisstraße zwischen Neindorf und Klein Denkte. Die Gewerkschaft „Kaliwerk Hedwigsburg“ hatte neben dem eigenen Betrieb auch Anteile an den thüringischen Betrieben Kaliwerk Gewerkschaft Walter und Kaliwerk Gewerkschaft Irmgard. In der Landkarte führt das Gelände die Bezeichnung Kalibergwerk Hedwigsburg.
Seit 1994 verfügt Kissenbrück über einen Golfplatz, der in den Ländereien des Ritterguts angelegt wurde und dessen Namen trägt.

## Persönlichkeiten
- Emil Cimiotti (1927–2019), Bildhauer, unterhielt ein Atelier in Hedwigsburg
- Viktor Schwanneke (1880–1931), Schauspieler, geboren in Hedwigsburg